# Голицын, Юрий Николаевич
Князь Юрий Николаевич Голицын (15 (27) декабря 1823, Санкт-Петербург — 2 (14) сентября 1872, Санкт-Петербург) — российский хоровой дирижёр и композитор.

## Биография
Сын князя Николая Борисовича Голицына, музыканта-любителя, близко знакомого с Бетховеном, и Елены Александровны Салтыковой (1802−1828). Родился в Петербурге, крещен 23 декабря 1823 года в Казанском соборе, крестник прадеда графа Ю. А. Головкина и бабушки А. А. Голицыной. В 1841 году окончил Пажеский корпус. Учился музыке у Г. Я. Ломакина, брал уроки у М. И. Глинки. Получил аттестат Регентских классов Придворной певческой капеллы 1-го разряда на звание учителя пения (1852).
Получив чин коллежского регистратора, поступил в канцелярию Харьковского, Полтавского и Черниговского генерал-губернатора князя Н. А. Долгорукова, потом состоял почётным смотрителем училищ в Богодухове, в 1845 году причислен к Министерству внутренних дел и за выслугу лет произведён в губернские секретари.

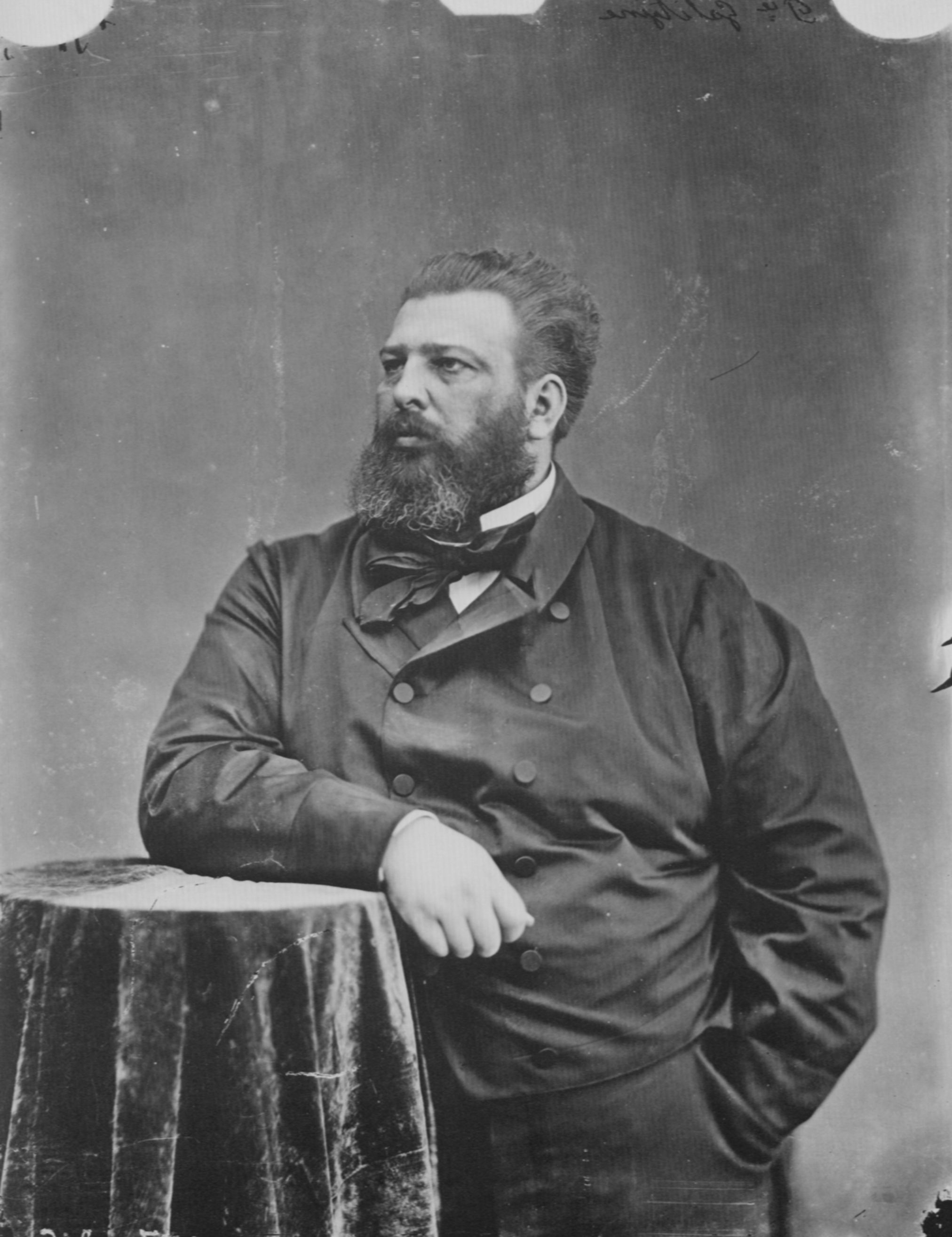
Князь Юрий Голицын

В 1846 году избран в посредники полюбовного размежевания, а в 1849 году избран предводителем дворянства Усманского уезда Тамбовской губернии, одновременно с 1851 года занимал должность Тамбовского губернского предводителя дворянства. Был пожалован придворным званием камергера. В течение всего этого времени руководил собственным хоровым коллективом из крепостных крестьян, выступая с ним в различных городах России.
Во время Крымской войны при обороне Севастополя состоял при князе М. Д. Горчакове дежурным штаб-офицером по ополчениям южной армии. Он с гордостью сообщал, что у него содержатся в Севастополе 2 караула, и «500 человек охотников поступило в артиллерийскую прислугу и действуют молодецки».
В 1858 году за статью в газете А. И. Герцена «Колокол» был выслан в Козлов, откуда затем уехал за границу. Совершенствовался как музыкант в Дрездене у Адольфа Рейхеля и в Лейпциге у Морица Гауптмана, выступал с концертами русской музыки в Англии и Германии. В 1862 году вернулся в Россию, обосновавшись в Ярославле, где вновь руководил хором.
Голицыну принадлежит несколько оркестровых сочинений, в том числе фантазия «Освобождение» (1861) в честь отмены крепостного права в России, фортепианные пьесы, несколько десятков романсов. Он выступал также как музыкальный критик, оставил воспоминания: «Прошедшее и настоящее. Из записок Ю. Н. Голицына» (СПб., 1870).
Похоронен на Лазаревском кладбище Александро-Невской лавры.

## Семья

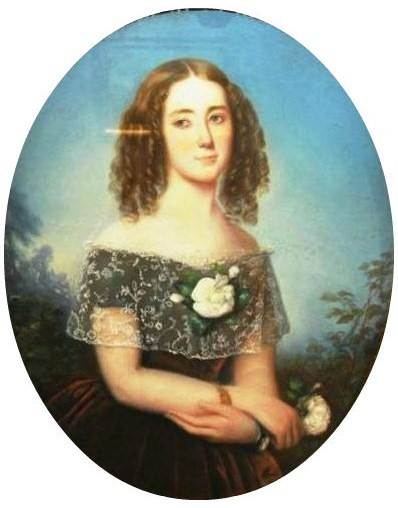
Екатерина Николаевна

Жена (с 16 августа 1843 года; Харьков) — Екатерина Николаевна Бахметева (10.07.1822—10.11.1889), внучка генерал-аншефа И. П. Дунина; пятая дочь богатого полковника Николая Дмитриевича Бахметева от его брака с Софьей Ивановной Дуниной. Родилась и выросла имении в селе Водолаги Харьковской губернии. По словам дочери, была «небольшого роста, миниатюрного сложения, с темно-русой головкой, правильными чертами лица, очень темными бровями, большими задумчивыми серыми глазами и прелестными зубками. Несмотря на свою красоту она считала себя очень некрасивой, что ещё более придавало ей прелести, так как она олицетворяла собою скромность». После замужества жила с мужем в Тамбове, а летом в его имении Салтыки, откуда ходила иногда пешком в Воронеж на богомолье. Брак её заключенный по любви, впоследствии оказался несчастливым. Голицын имел связи на стороне и не скрывал их от кроткой жены. Оставив мужа, поселилась с детьми в имении Огарево в Пензенской губернии. Дети:
- Евгений Юрьевич (1845—1887), капитан 2-го ранга, пензенский губернский предводитель дворянства. 6 октября 1875 присвоен титула графа, дозволено именоваться князем Голицыны-Головкиным[9].
- Юрий Юрьевич (1847—1853)
- Елена Юрьевна (1850—1907), оставила воспоминания, замужем за гвардии ротмистром Николаем Васильевичем Хвощинским (1845—1912).
- София Юрьевна (1851—1919), в замужестве за коллежским регистратором Владимиром Алексеевичем Потемкиным (1848—1905).
- Татьяна Юрьевна (1853—1933), замужем (с 20 января 1884; Вена)[10] за советником при итальянском посольстве австрийского двора бароном Франческо Гальванья (1840−1902).

Незаконнорожденный сын Николай (Никс) Юрьевич (1861— ?) от Юлии Михайловны Кармалиной, которая в течение долгих лет не расставалась с Голицыным и всюду за границей носила его титул.

## Владения
Родовое имение «Салтыки» в селе Новочеркутино Тамбовской губернии.
Дом в г. Козлов Тамбовской губернии.

## Мемуары
Прошедшее и настоящее : Из записок кн. Ю. Н. Голицына. — Санкт-Петербург : тип. Н. Неклюдова, 1870.

## Сочинения
- Глинка М. И. «Я люблю! ты мне твердила» : романс на 2 голоса с ф.-п. / муз. М. И. Глинки; аранж. Ю. Н. Голицынъ. — СПб. : Ф. Стелловскій, 1854. — 7 с.
- Глинка М. И. В крови горит огонь желанья : романс на два голоса с сопровожд. ф.-п. / [муз. М. И. Глинки] ; аранж. Ю. Н. Голицына ; слова А. Пушкина. — СПб. : Стелловский, ценз. 1838. — 5 с.
- То же / аранж. на два голоса с сопровожд. ф.-п. Ю. Н. Го- лицын; слова А. Пушкина. — М. : А. Гутхейль, ценз. 1885. — 5 с.
- Голицын Ю. Н. Въ минуту жизни трудную : дуэтъ со скрипкой в сопровожд. ф.-п. / слова М. Ю. Лермонтова ; соч. Ю. Голицына. — СПб. : [б. и.], 1860. — 5 с.
- То же. — В минуту жизни трудную : мелодия Вейрауха «Adieu» / перелож. на два голоса с аккомп. скрипки и ф.- п. кн. Ю. Голицын. — СПб. : В. Бессель, ценз. 1874. — 7 с., 1 парт. (1 с.).
- Голицын Ю. Н. Депеша на Новый год : для голоса с ф.-п. : c-es. 1 / слова и муз. Ю. Голицына. — СПб. : Изд-во авт., ценз. 1868. — 3 с.
- То же. — СПб. : В. Бессель, ценз. 1874. — 3 с.
- Голицын Ю. Н. Жена моя : романс для голоса с сопровожд. ф.-п. ; F-e. 1 / Голицын Ю. Н. ; слова Беранже; перевод Курочкина. — СПб. : Бессель, ценз. 1874. — 7 с.
- Голицын Ю. Н. Изгнанник : для голоса с ф.-п. : c. 1-g. 2 / Голицын Ю. Н. ; слова Е. Е. — СПб. : Изд-во авт., ценз. 1868. — 5 с.
- То же. — СПб. : В. Бессель, ценз. 1874. — 5 с.
- Голицын Ю. Н. Коль любить, так без рассудку : для голоса с сопровожд. ф.-п. : c-f. 1 / слова и муз. кн. Ю. Голицына. — СПб. : Изд-во авт. (литогр. И. Максимова), ценз. 1868. — 3 с.
- То же. — СПб. : Бессель, ценз. 1874. — 3 с.
- Голицын Ю. Н. Преступник : для солиста и хора с ф.-п. / Голицын Ю. Н. — СПб. : Изд-во авт., ценз. 1862. — 3 с.
- Голицын Ю. Н. Я жить хочу : для голоса с сопровожд. ф.-п. : des-g. 1 / Ю. Голицын. — СПб. : В. Бессель, ценз. 1874. — 3 с.
- Голицын Ю. Н. Я пережил свои желанья : (Homma ge a Chopin) : для голоса с сопровожд. скрипки и ф.-п. ; f-f. 2 / переложение к. Ю. Голицына. — СПб. : [б. и.], ценз. 1868. — 6, 1 с.
- Петербургский песенник : собр. лучших романсов и песен, исполняемых хором певцов князя Голицына, рус. артистами Петровым, Никольским, Васильевым, г-жою Леоновой и др. с прил. купл[етов] Аркадского принца из оперы Орфей в аду. — СПб. : тип. В. Спиридонова, 1868. — 158, III с.
- Петербургский песенник для любителей и любительниц пения, содержащий в себе песни и романсы, исполняемые на сценах русскими певцами, а также хором князя Голицына. — СПб. : тип. Скарятина, 1871. — 125, III с.
- Шуберт В. А. 1 Камаринская : шутка : для хора с аккомп. ф.-п. / слова кн. Юрия Голицына; соч. В. Шуберта. — М. : Юргенсон, ценз. 1879. — 13 с.

## О нём
- Судьбе Голицына посвящена повесть Юрия Нагибина «Сильнее всех иных велений (Князь Юрка Голицын)», по которой в 1987 году был снят одноимённый фильм.
- Воспоминания о Юрии Голицыне // Русская старина. — 1905. — Т. 122, № 5. — С. 442—444. Воспоминания семинариста о пребывании Ю. Н. Голицына с его хором в Воронеже.
- Глинский Б. Б. Из летописи села Сергеевки // Исторический вестник. — 1894. — Т. 58. — С. 57—85.
- Кельсиев В. И. «Исповедь» / В. И. Кельсиев; подгот. к печати Е. Кингисепп; вступ. ст. и коммент. М. М. Клевенского // Литературное наследство. — 1941. — Т. 41/42. — С. 253—470. — Из содерж.: воспо- минания о жизни в Лондоне, знакомстве с А. И. Герценом, Н. П. Огаревым, Ю. Н. Голицыным.
- Соколова А. И. Встречи и знакомства // Исторический вестник. — 1911. — Т. 123, № 1. — С. 97—115 ; № 2. — С. 558—577 ; № 3. — С. 919—936 ; Т. 124, № 4. — С. 116—131. — Из содерж.: концерты Ю. Н. Голицына в Москве.